# Droga krajowa B233 (Niemcy)
Droga krajowa 233 (niem. Bundesstraße 233, B 233) – niemiecka droga krajowa przebiegająca  z północy na południe łącząc drogę B54 w Werne z autostradą A46 na węźle Iserlohn-Seilersee koło Iserlohn.